# رداح رجب
ممثلة سورية. شاركت بالعديد من المسلسلات التلفزيونية منها (رجال نساء، المتنبي، قاع المدينة، يوميات جميل وهناء).

## أعمالها

### المسلسلات
- ومضات (2019)
- وهم (2018)
- شباب ستار (2017)
- رفاق الصبا ( 2016)
- الطواريد (2016)
- حارة الأصيل (2015)
- خان الدراويش (2014)
- رقص الأفاعي (2014)
- القربان (2014)
- فتت لعبت (2013)
- سنعود بعد قليل(2013)
- أيام الدراسة ج2 (2012)
- أيام الدراسة ج1 (2011)
- رجال العز (2011)
- الدوامة (2009)
- قاع المدينة(2009)
- أدهم الشرقاوي (2008)
- بهلول أعقل المجانين (2008)
- ندى الأيام (2006)
- صراع الزمن (2002)
- الفصول الاربعة"الجزء الثاني" (2002)
- سحر الشرق (2001)
- ألو جميل ألو هناء (2001)
- أنت عمري (2000)
- سباق للزواج (مسلسل) سباق للزواج (2000)
- حكايا (مسلسل) حكايا (2000)
- خوخ ورمان (2000)
- بطل من هذا الزمان (1999)
- الشوكة السوداء (1998)
- يوميات جميل وهناء (1997)
- ياسين تورز (1996)

### الأفلام
- دوران (2013)
- المتبقي (فيلم) المتبقي (1995)

### برامج
- ليالي شامية (2014)